# Echidna
Az Echidna a sugarasúszójú halak (Actinopterygii) osztályának angolnaalakúak (Anguilliformes) rendjébe, ezen belül a murénafélék (Muraenidae) családjába és a Muraeninae alcsaládjába tartozó nem.

## Rendszerezésük
A nembe az alábbi 11 faj tartozik:
- Echidna amblyodon (Bleeker, 1856)
- Echidna catenata (Bloch, 1795)
- Echidna delicatula (Kaup, 1856)
- Echidna leucotaenia Schultz, 1943
- Echidna nebulosa (Ahl, 1789) - típusfaj
- Echidna nocturna (Cope, 1872)
- Echidna peli (Kaup, 1856)
- Echidna polyzona (Richardson, 1845)
- Echidna rhodochilus Bleeker, 1863
- Echidna unicolor Schultz, 1953
- Echidna xanthospilos (Bleeker, 1859)